# Ermida de São Lourenço (Vila do Porto)

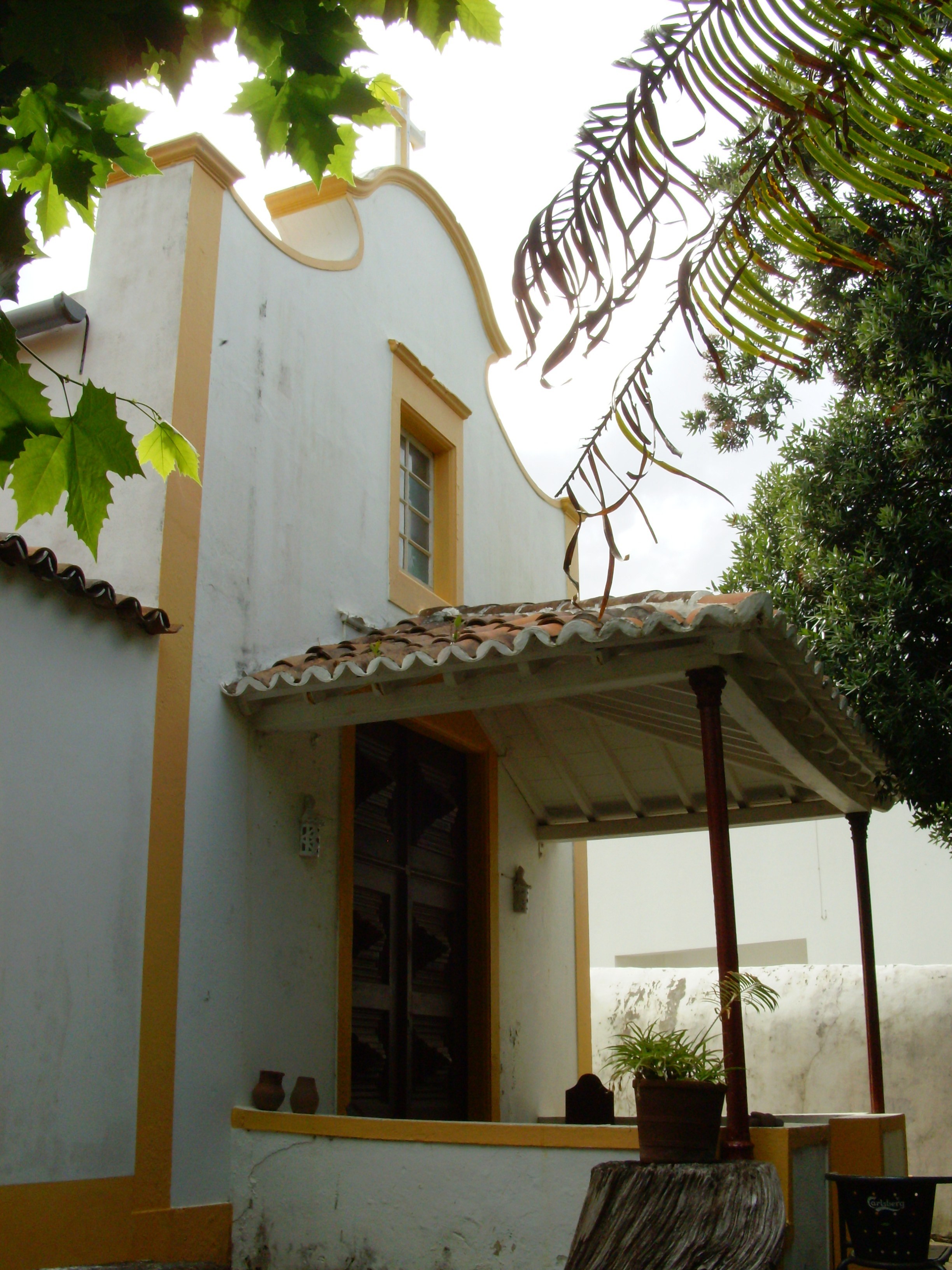
Ermida de São Lourenço.

A Ermida de São Lourenço localiza-se na praia de São Lourenço, na freguesia de Santa Bárbara, concelho da Vila do Porto, na ilha de Santa Maria, nos Açores.

## História
Segundo a tradição local, remonta a uma primitiva ermida, reedificada por Duarte da Silva junto de sua residência. MONTEREY a inclui entre as que, na ilha, remontam ao século XVI.
Atualmente encontra-se em mãos de particulares, a família Leandres.